# Tasos Zembylas
Tasos Zembylas (* 1962) ist ein österreichischer Philosoph und Kulturwissenschaftler.

## Leben
Zembylas studierte von 1991 bis 1997 Philosophie, Kunstgeschichte und Soziologie an der Universität Wien. Nach Erlangung des Magistergrads war er Forschungsstipendiat am Internationalen Forschungszentrum Kulturwissenschaften in Wien. Nach Abschluss des Doktoratsstudiums in Philosophie arbeitete er als freischaffender Wissenschaftler. In dieser Zeit führte er mehrere Auftragsstudien vorwiegend im Bereich der Berufs- und Bildungsforschung durch und war Lehrbeauftragter an der Universität Wien sowie an der Universität für angewandte Kunst in Wien, wo er Ästhetik und Kunstsoziologie unterrichtete. 1999 wurde er Universitätsassistent und nach seiner Habilitation Universitätsprofessor für Kulturbetriebslehre am Institut für Kulturmanagement und Kulturwissenschaft der Universität für Musik und darstellende Kunst Wien. 2009 war er Gastprofessor an der Zeppelin University in Friedrichshafen. 2010 wechselte er an das Institut für Musiksoziologie an der Universität für Musik und darstellende Kunst Wien.

## Forschung
Zembylas’ Schwerpunkte sind Kulturbetriebslehre, Epistemologie der Praxis sowie öffentliche Kulturförderung.
Eine kunstphilosophische Grundfrage, die Tasos Zembylas verfolgt, dreht sich um den Formationsprozess des Kunstbegriffs. Zembylas nähert sich dieser Frage an, indem er nicht nur auf sprachliche Äußerungen und Theorien über die Gegenwartskunst, sondern mindestens so stark auf die Beschreibung und Analyse sozialer Aushandlungsprozesse und Praktiken der Kunstwelt konzentriert.
Die enge Verbindung zwischen Kunst und sozialer Praxis sowie zwischen kulturbetrieblichen und gesellschaftlichen Strukturen lenkte Zembylas’ Aufmerksamkeit auf kultur-, sozial-, politik- und wirtschaftswissenschaftlichen Theorien des Kultursektors. Ziel seiner theoretischen Bemühung ist folglich die Entwicklung eines interdisziplinären Zugangs zu den wichtigsten Forschungsfragen der Kulturbetriebslehre.
Neben theoretisch angelegten Arbeiten führte Zembylas mehrere empirische Studien vor allem über die öffentliche Kulturförderung in Österreich durch. Im Mittelpunkt stand die Frage nach den rechtlichen Standards des Kulturförderungsverfahrens sowie den Effekten der Allokationspolitik der öffentlichen Hand.
Von 2006 bis 2008 untersuchte Zembylas gemeinsam mit der Literaturwissenschaftlerin Claudia Dürr den literarischen Schreibprozess aus einer wissenstheoretischen Perspektive. Im Mittelpunkt des Forschungsinteresses stand die Entstehung und Wirksamkeit von künstlerisch-praktischem Wissen sowie die Rolle von professioneller Erfahrung. Das Projekt mündet in einer allgemeinen Epistemologie der künstlerischen Praxis.
Zuletzt veröffentlichte er einen literarisierten Reisebericht über Athos. Darin thematisierte er unter anderen das wirtschaftliche Gebaren des Heiligen Klosters Vatopedi, das im Zusammenhang mit einem Immobilienskandal 2008 für Schlagzeilen in der internationalen Presse sorgte.

## Publikationen
- Die Mönchsrepublik Athos. Eine spirituelle Gesellschaft mit beschränkter Haftung, Wien: Passagen Verlag, 2010
- Wissen, Können und literarisches Schreiben. Eine Epistemologie der künstlerischen Praxis, (mit Claudia Dürr), Wien: Passagen Verlag, 2009
- Kulturbetriebslehre. Grundlagen einer Inter-Disziplin. Wiesbaden: VS-Verlag für Sozialwissenschaften, 2004
- Das Subjekt in der Malerei. Anatomie eines sterbenden Mythos, Innsbruck: StudienVerlag, 2000
- Kunst oder Nichtkunst. Über die Bedingungen und Instanzen ästhetischer Beurteilung, Wien: WUV-Universitätsverlag, 1997

## Herausgeberschaft
- Kurt Blaukopf on Music Sociology – an Anthology, Frankfurt a. M. : Peter Lang verlag, 2012
- Kunstmanagement und Kulturpolitik. Jahrbuch Kulturmanagement 2011 (mit mehreren Vorstandsmitgliedern des Fachverbandes für Kulturmanagement), Bielefeld : transcript, 2011
- Theorien für den Kultursektor. Jahrbuch Kulturmanagement 2010 (mit mehreren Vorstandsmitgliedern des Fachverbandes für Kulturmanagement), Bielefeld : transcript, 2010
- The Journal of Arts Management Law and Society, Heft: Arts Management. A Sociological Inquiry (mit Volker Kirchberg), Vol. 40, Nr. 1, 2010
- Forschen im Kulturmanagement. Jahrbuch für Kulturmanagement 2009 (mit mehreren Vorstandsmitgliedern des Fachverbandes für Kulturmanagement), Bielefeld : transcript, 2009
- Kulturbetriebsforschung. Ansätze und Perspektiven der Kulturbetriebslehre, Wiesbaden: VS-Verlag für Sozialwissenschaften, 2006
- Der Staat als kulturfördernde Instanz (mit Peter Tschmuck), Innsbruck: StudienVerlag, 2005
- Kunst und Politik – Aspekte einer Problematik, Innsbruck: StudienVerlag, 2000